# پیفیترین
پیفیترین (به انگلیسی: Pifithrin) با فرمول شیمیایی C۱۶H۱۹BrN۲OS یک ترکیب شیمیایی است. که جرم مولی آن ۳۶۷٫۳۰ g/mol می‌باشد. 